# Matt Suddain
Ne doit pas être confondu avec Mats Sundin.
Œuvres principales
- Théâtre des Dieux
- Chasseurs & Collectionneurs

Matt Suddain est un écrivain néo-zélandais de science-fiction.

## Biographie
Matt Suddain est un journaliste néo-zélandais. Installé à Londres depuis 2008, il devient dramaturge et écrivain de fantasy et de science-fiction. Son premier roman, Théâtre des dieux (Theatre of the Gods) publié en anglais en 2013, décrit un voyage fantastique d'un personnage dans d'autres dimensions, avec un équipage d'enfants qui l'aide à faire fonctionner son vaisseau. Il s'inscrit dans le courant steampunk,. Son deuxième roman de Suddain, Hunters & Collectors, publié en anglais en 2016, est consacré à un critique gastronomique, à ses périples et mésaventures,.

## Œuvres

### Romans
- Théâtre des Dieux, Au diable vauvert, 2017 ((en) Theatre of the Gods, 2013), trad. Sara Doke, 672 p.  (ISBN 979-10-3070-101-2)
- Chasseurs & Collectionneurs, Au diable vauvert, 2019 ((en) Hunters & Collectors, 2016), trad. Sara Doke, 512 p.  (ISBN 979-10-307-0294-1)

### Nouvelle
- (en) The Darkness, 2014Inédit en français

## Compléments